# Galvão
Galvão är en kommun i Brasilien.   Den ligger i delstaten Santa Catarina, i den södra delen av landet, 1 300 km söder om huvudstaden Brasília. Antalet invånare är 3 475.
Omgivningarna runt Galvão är en mosaik av jordbruksmark och naturlig växtlighet. Runt Galvão är det glesbefolkat, med 18 invånare per kvadratkilometer.